# Faros The Maidens
Los Faros The Maidens (en inglés: The Maidens lighthouses) se localizan en los islotes llamados The Maidens en Canal del Norte del Condado de Antrim en Irlanda del Norte, en el Reino Unido. Los faros datan de 1829 y fueron construidos a petición de los comerciantes y un oficial de la Marina Real. Los Faros fueron levantados en ambas rocas, El Maidens Oeste fue abandonado en 1903 y el Maidens del este fue automatizado en 1977. Después de recibir las peticiones de los comerciantes de Larne y del Almirante Benjamin Hallowell Carew para que un faro fuese colocado en las isletas, George Halpin, Inspector de Obras e Inspector de Faros hizo que se revisaran las rocas en 1819. Se recomendó entonces la construcción de dos faros. Los planes fueron aprobados en 1824 y Halpin diseñado y supervisó su construcción. El edificio fue terminado y las luces encendidas el 5 de enero de 1829. 